# Box-office Allemagne 2018
 (février 2024).
La mise en forme du texte ne suit pas les recommandations de Wikipédia : il faut le « wikifier ».
Les points d'amélioration suivants sont les cas les plus fréquents :
- Les titres sont pré-formatés par le logiciel. Ils ne sont ni en capitales, ni en gras.
- Le texte ne doit pas être écrit en capitales (les noms de famille non plus), ni en gras, ni en italique, ni en « petit »…
- Le gras n'est utilisé que pour surligner le titre de l'article dans l'introduction, une seule fois.
- L'italique est rarement utilisé : mots en langue étrangère, titres d'œuvres, noms de bateaux, etc.
- Les citations ne sont pas en italique mais en corps de texte normal. Elles sont entourées par des guillemets français : « et ».
- Les listes à puces sont à éviter, des paragraphes rédigés étant largement préférés. Les tableaux sont à réserver à la présentation de données structurées (résultats, etc.).
- Les appels de note de bas de page (petits chiffres en exposant, introduits par l'outil «  Source ») sont à placer entre la fin de phrase et le point final[comme ça].
- Les liens internes (vers d'autres articles de Wikipédia) sont à choisir avec parcimonie. Créez des liens vers des articles approfondissant le sujet. Les termes génériques sans rapport avec le sujet sont à éviter, ainsi que les répétitions de liens vers un même terme.
- Les liens externes sont à placer uniquement dans une section « Liens externes », à la fin de l'article. Ces liens sont à choisir avec parcimonie suivant les règles définies. Si un lien sert de source à l'article, son insertion dans le texte est à faire par les notes de bas de page.
- La présentation des références doit suivre les conventions bibliographiques. Il est recommandé d'utiliser les modèles {{Ouvrage}}, {{Chapitre}}, {{Article}}, {{Lien web}} et/ou {{Bibliographie}}. Le mode d'édition visuel peut mettre en forme automatiquement les références.
- Insérer une infobox (cadre d'informations à droite) n'est pas obligatoire pour parachever la mise en page.

Pour une aide détaillée, merci de consulter Aide:Wikification.
Si vous pensez que ces points ont été résolus, vous pouvez retirer ce bandeau et améliorer la mise en forme d'un autre article.
Cet article traite du box-office de 2018 en Allemagne.

## Les millionnaires
| Classement | Titre                                            | Pays                                                   | Réalisateur           | Revenus    |
| ---------- | ------------------------------------------------ | ------------------------------------------------------ | --------------------- | ---------- |
| 1          | Stars Wars épisode VIII : Les Derniers Jedi      | Drapeau des États-Unis                                 | Rian Johnson          | 83,164,496 |
| 2          | Avengers Infinity War                            | Drapeau des États-Unis                                 | Anthony et Joe Russo  | 45,398,141 |
| 3          | Animaux fantastiques : Les Crimes de Grindelwald | Drapeau des États-Unis                                 | David Yates           | 44,100,000 |
| 4          | Bohemian Rhapsody                                | Drapeau des États-Unis                                 | Bryan Singer          | 39,451,783 |
| 5          | Jurassic World: Fallen Kingdom                   | Drapeau des États-Unis                                 | Juan Antonio Bayona   | 30,201,948 |
| 6          | Aquaman                                          | Drapeau des États-Unis                                 | James Wan             | 24,700,000 |
| 7          | Deadpool 2                                       | Drapeau des États-Unis                                 | David Leitch          | 24,217,919 |
| 8          | Black Panther                                    | Drapeau des États-Unis                                 | Ryan Coogler          | 23,392,484 |
| 9          | Les Indestructibles 2                            | Drapeau des États-Unis                                 | Brad Bird             | 20,578,828 |
| 10         | Solo: A Star Wars Story                          | Drapeau des États-Unis                                 | Ron Howard            | 16,957,283 |
| 11         | Venom                                            | Drapeau des États-Unis                                 | Ruben Fleischer       | 16,035,583 |
| 12         | Mission Impossible : Fallout                     | Drapeau des États-Unis                                 | Christopher McQuarrie | 15,903,179 |
| 13         | Pierre Lapin                                     | Drapeau des États-Unis                                 | Will Gluck            | 12,302,965 |
| 14         | Red Sparrow                                      | Drapeau des États-Unis                                 | Francis Lawrence      | 11,371,396 |
| 15         | Pentagon Papers                                  | Drapeau des États-Unis                                 | Steven Spielberg      | 11,141,688 |
| 15         | Wonder                                           | Drapeau des États-Unis                                 | Stephen Chbosky       | 10,482,746 |
| 16         | Ready Player One                                 | Drapeau des États-Unis                                 | Steven Spielberg      | 8,200,000  |
| 17         | Le Labyrinthe : Le Remède mortel                 | Drapeau des États-Unis                                 | Wes Ball              | 7,936,852  |
| 18         | Three Billboards : Les Panneaux de la vengeance  | Drapeau des États-Unis · Drapeau de la Grande-Bretagne | Martin McDonagh       | 7,612,252  |
| 19         | The Greatest Showman                             | Drapeau des États-Unis                                 | Michael Gracey        | 7,546,872  |
| 20         | Tomb Raider                                      | Drapeau des États-Unis                                 | Roar Uthaug           | 7,200,000  |
| 21         | Au secours ! J'ai rétréci mes parents            | Drapeau de l'Allemagne                                 | Tim Trageser          | 6,758,320  |
| 22         | Pacific Rim: Uprising                            | Drapeau des États-Unis                                 | Steven S. DeKnight    | 5,658,208  |

## Box-office par semaine
| #  | Date de fin       | Film no 1                                            | Pays | Revenus/$  |
| -- | ----------------- | ---------------------------------------------------- | --- | ---------- |
| 1  | 7 janvier 2018    | Stars Wars épisode VIII : Les Derniers Jedi          | Drapeau des États-Unis | 6,630,899  |
| 2  | 14 janvier 2018   | Stars Wars épisode VIII : Les Derniers Jedi          | Drapeau des États-Unis | 2,957,248  |
| 3  | 21 janvier 2018   | Stars Wars épisode VIII : Les Derniers Jedi          | Drapeau des États-Unis | 1,631,007  |
| 4  | 28 janvier 2018   | Wonder                                               | Drapeau des États-Unis | 2,084,282  |
| 5  | 4 février 2018    | Le Labyrinthe : Le Remède mortel                     | Drapeau des États-Unis | 2,505,203  |
| 6  | 11 février 2018   | 50 nuances de Grey                                   | Drapeau des États-Unis | 8,563,140  |
| 7  | 18 février 2018   | 50 nuances de Grey                                   | Drapeau des États-Unis | 6,705,107  |
| 8  | 25 février 2018   | Black Panther                                        | Drapeau des États-Unis | 3,921,478  |
| 9  | 4 mars 2018       | Black Panther                                        | Drapeau des États-Unis | 2,903,667  |
| 10 | 11 mars 2018      | Red Sparrow                                          | Drapeau des États-Unis | 1,981,499  |
| 11 | 18 mars 2018      | Tomb Raider                                          | Drapeau des États-Unis | 2,155,163  |
| 12 | 25 mars 2018      | Pierre Lapin                                         | Drapeau des États-Unis | 2,287,610  |
| 13 | 1er avril 2018    | Pierre Lapin                                         | Drapeau des États-Unis | 3,066,202  |
| 14 | 8 avril 2018      | Ready Player One                                     | Drapeau des États-Unis | 2,485,328  |
| 15 | 15 avril 2018     | Ready Player One                                     | Drapeau des États-Unis | 1,717,898  |
| 16 | 22 avril 2018     | Ready Player One                                     | Drapeau des États-Unis | 851,100    |
| 17 | 29 avril 2018     | Avengers Infinity War                                | Drapeau des États-Unis | 15,301,422 |
| 18 | 6 mai 2018        | Avengers Infinity War                                | Drapeau des États-Unis | 6,349,812  |
| 19 | 13 mai 2018       | Avengers Infinity War                                | Drapeau des États-Unis | 5,545,161  |
| 20 | 20 mai 2018       | Deadpool 2                                           | Drapeau des États-Unis | 8,333,242  |
| 21 | 27 mai 2018       | Solo: A Star Wars Story                              | Drapeau des États-Unis | 4,336,556  |
| 22 | 3 juin 2018       | Solo: A Star Wars Story                              | Drapeau des États-Unis | 3,667,074  |
| 23 | 10 juin 2018      | Jurassic World: Fallen Kingdom                       | Drapeau des États-Unis |            |
| 24 | 17 juin 2018      | Jurassic World: Fallen Kingdom                       | Drapeau des États-Unis |            |
| 25 | 24 juin 2018      | Jurassic World: Fallen Kingdom                       | Drapeau des États-Unis |            |
| 26 | 1er juillet 2018  | Jurassic World: Fallen Kingdom                       | Drapeau des États-Unis |            |
| 27 | 8 juillet 2018    | American Nightmare 4 : Les Origines                  | Drapeau des États-Unis |            |
| 28 | 15 juillet 2018   | Skyscraper                                           | Drapeau des États-Unis |            |
| 29 | 22 juillet 2018   | Mamma Mia! Here We Go Again                          | Drapeau des États-Unis · Drapeau de la Grande-Bretagne                                                                      |            |
| 30 | 29 juillet 2018   | Ant-Man et la Guêpe                                  | Drapeau des États-Unis |            |
| 31 | 5 aout 2018       | Mission Impossible : Fallout                         | Drapeau des États-Unis |            |
| 32 | 12 aout 2018      | Mission Impossible : Fallout                         | Drapeau des États-Unis |            |
| 33 | 19 aout 2018      | The Equalizer 2                                      | Drapeau des États-Unis |            |
| 34 | 26 aout 2018      | The Equalizer 2                                      | Drapeau des États-Unis |            |
| 35 | 2 septembre 2018  | The Equalizer 2                                      | Drapeau des États-Unis |            |
| 36 | 9 septembre 2018  | La Nonne                                             | Drapeau des États-Unis |            |
| 37 | 16 septembre 2018 | La Nonne                                             | Drapeau des États-Unis |            |
| 38 | 23 septembre 2018 | Klassentreffen 1.0                                   | Drapeau de l'Allemagne |            |
| 39 | 30 septembre 2018 | Les Indestructibles 2                                | Drapeau des États-Unis |            |
| 40 | 7 octobre 2018    | Venom                                                | Drapeau des États-Unis |            |
| 41 | 14 octobre 2018   | Venom                                                | Drapeau des États-Unis |            |
| 42 | 21 octobre 2018   | Johnny English contre attaque                        | Drapeau de la France · Drapeau de la Grande-Bretagne · Drapeau des États-Unis · Drapeau de la République populaire de Chine |            |
| 43 | 28 octobre 2018   | Halloween                                            | Drapeau des États-Unis |            |
| 44 | 4 novembre 2018   | Bohemian Rhapsody                                    | Drapeau des États-Unis · Drapeau de la Grande-Bretagne                                                                      |            |
| 45 | 11 novembre 2018  | Bohemian Rhapsody                                    | Drapeau des États-Unis · Drapeau de la Grande-Bretagne                                                                      |            |
| 46 | 18 novembre 2018  | Les Animaux fantastiques : Les Crimes de Grindelwald | Drapeau des États-Unis |            |
| 47 | 25 novembre 2018  | Les Animaux fantastiques : Les Crimes de Grindelwald | Drapeau des États-Unis |            |
| 48 | 2 décembre 2018   | Les Animaux fantastiques : Les Crimes de Grindelwald | Drapeau des États-Unis |            |
| 49 | 9 décembre 2018   | Le Grinch                                            | Drapeau de la France · Drapeau des États-Unis                                                                               |            |
| 50 | 16 décembre 2018  | Le Grinch                                            | Drapeau de la France · Drapeau des États-Unis                                                                               |            |
| 51 | 23 décembre 2018  | Aquaman                                              | Drapeau des États-Unis |            |
| 52 | 30 décembre 2018  | Aquaman                                              | Drapeau des États-Unis |            |